# قورس باتو
قورس باتو (الاسم العلمي: Coris batuensis) (بالإنجليزية: Batu coris)‏ هو نوع من الأسماك يتبع جنس القورس من الفصيلة اللبروسية.